# 邦日站
邦日站是法国的一个铁路车站，位于法国谢尔省的克拉翁河畔邦日市镇范围内。

## 位置
邦日站位于克拉翁河畔邦日的市镇中心，维耶尔宗－桑凯兹铁路263,074公里处，省道D102线铁路平交道口的东南侧，克洪河（Le Craon）左岸。车站大致呈东南-西北走向，开口朝东北。

## 车站概况
邦日站是一个无人看守的乘降所（法語：Halte Ferroviaire），站内没有人工售票服务，只有一台自动售票机，可当日有效的TER列车车票，且只能使用银行卡交付。使用现金的乘客需上车购买车票。
邦日站也没有地下通道或天桥，乘客需通过车站西侧的铁路平交道口横穿铁路正线前往下行方向的站台，因此该站存在一定的安全隐患。

## 站台设置
| 东北↑ |      |             |
|       | 侧式 |             |
|       |      | 讷韦尔方向→ |
|       |      | ←布尔日方向 |
|       | 侧式 |             |
| 西南↓ |      |             |

## 停靠线路
以下列车线路在邦日站停靠：
| 邦日站列车线路表       |                         |        |        |                 |
| 线路                   | 车种                    | 上一站 | 下一站 | 大致运行频率    |
| 奥尔良—讷韦尔          | TER Centre-Val-de-Loire | 阿沃尔 | 内龙德 | 每天2趟左右     |
| 图尔→讷韦尔            | TER Centre-Val-de-Loire | 阿沃尔 | 内龙德 | 每天1班（单向） |
| 维耶尔宗/布尔日—讷韦尔 | TER Centre-Val-de-Loire | 阿沃尔 | 内龙德 | 每天3趟左右     |
| 1. 2.                  |                         |        |        |                 |

## 配套交通

### 长途汽车
邦日站对应的大巴车上下车地点位于车站前的空地上。当某条铁路线施工或罢工时，SNCF可能会提供途径该线路沿途站点的大巴车。

### 城市公共交通
邦日站附近暂无配套的城市公共交通线路。

## 临近车站
| 邦日站（Gare de Bengy） |                      |                  |
| 上行车站                | 线路                 | 下行车站         |
| 阿沃尔站 8,4km ←        | 维耶尔宗－桑凯兹铁路 | 内龙德站 → 5,8km |